# 1609 en littérature
| Années de la littérature : 1606 - 1607 - 1608 - 1609 - 1610 - 1611 - 1612    |
| Décennies de la littérature : 1570 - 1580 - 1590 - 1600 - 1610 - 1620 - 1630 |

Cet article présente les faits marquants de l'année 1609 en littérature.

## Évènements

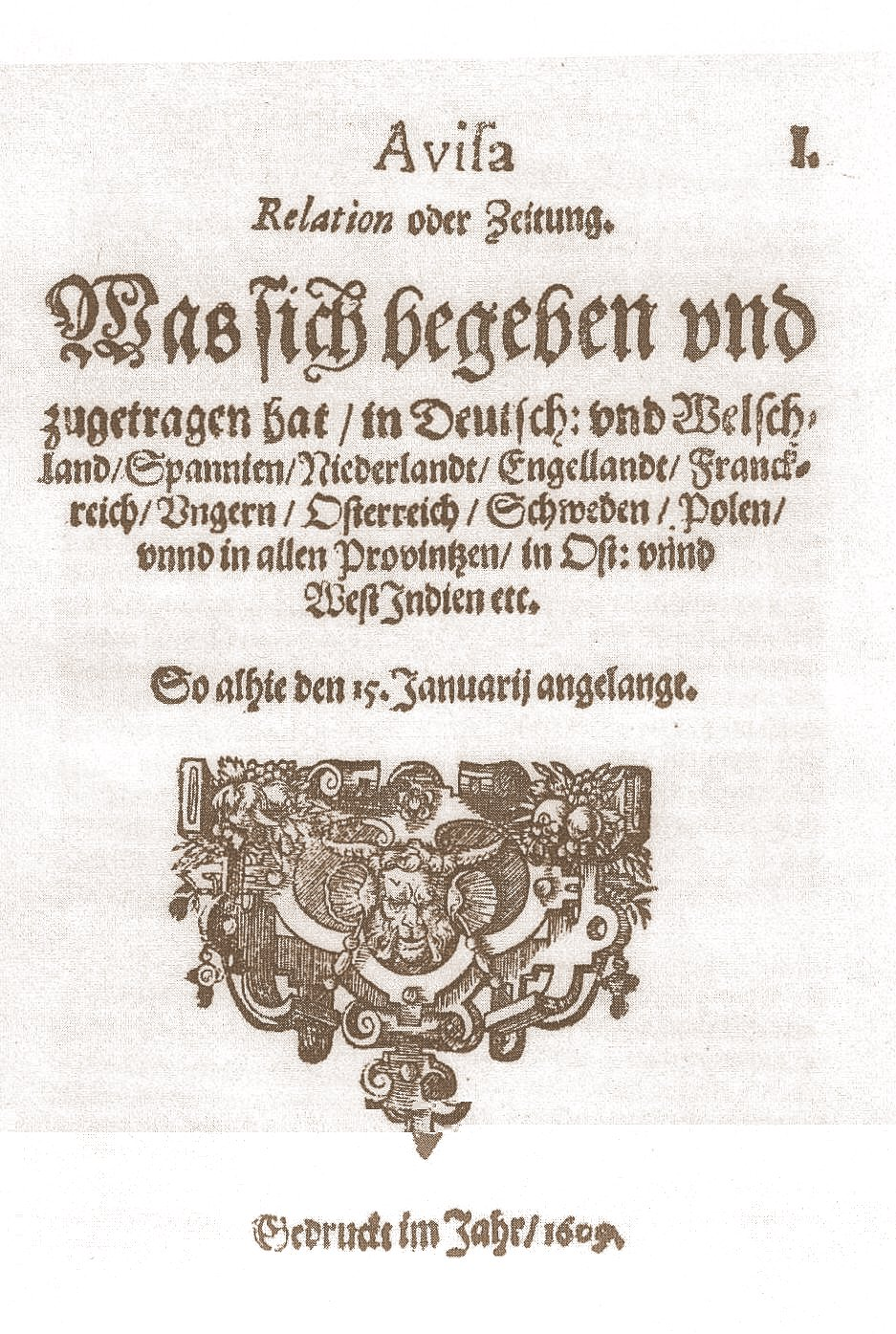
Première page du journal Avisa, Relation oder Zeitung (15 janvier).

- 15 janvier : première édition à Wolfenbüttel, de Avisa Relation oder Zeitung (en), l'un des premiers journaux en langue allemande[1].

- 28 juillet : le Sea Venture fait naufrage aux Bermudes. William Strachey en fait le récit dans son True reportory (en), texte qui a pu être une inspiration pour la pièce de Shakespeare La Tempête[2].
- 8 décembre : ouverture de la salle de lecture publique de la bibliothèque Ambrosienne, fondée à Milan par le cardinal Federico Borromeo[3].

- Pendant l'hiver 1609-1610, John Donne, malade, compose probablement sa suite de poèmes A Litanie[4].

## Parutions
- 20 mai : l'éditeur Thomas Thorpe fait inscrire dans le Registre des Libraires Sonnets de Shakespeare, publié en juin à Londres[5] sans doute sans l'autorisation de l'auteur[6] (écrits vers 1592).

- Hugo Grotius : Mare Liberum (en) (« De la liberté des mers »), fondement du droit maritime. Il affirme que la mer n’est à personne[7].
- Garcilaso de La Vega Comentarios Reales de los Incas (« Commentaires royaux relatant les origines des Incas »), publié à Lisbonne, Pedro Crasbeek[8].
- Marc Lescarbot, Histoire de la Nouvelle France, Paris, Jean Milot, 1609 (présentation en ligne).
- 1609-1610 : publication par Lawrence Kellam à Douai de la version catholique en anglais complète de la Bible, dite « Bible de Douai »[9].

## Naissances
- 21 août : Jean de Rotrou, poète et dramaturge français († 1650).